# Почётный гражданин города Бреста
Почетный гражданин города Бреста — звание, которое присваивается лицам за большой вклад в развитие города Бреста, повышение его авторитета, за совершение мужественных поступков во благо города.
Учрежден 28 сентября 1967 года решением 4-1 сессии горсовета 11-го созыва. Фамилия, имя и отчество, заслуги лица, которому уделяется почетное звание, заносится в Книгу почетных граждан города Бреста.

## Список почетных граждан
- Петр Михайлович Гаврилов — Герой Советского Союза;
- Мирон Емельянович Криштофович — участник национально-освободительной борьбы в Западной Белоруссии (28 сентября 1967 г.)
- Павел Мартынович Гулов — участник революционного движения;
- Николай Давыдович Свинарчук — Герой Советского Союза;
- Василиса Семеновна Селивоник — участница национально-освободительной борьбы в Западной Белоруссии (1 июля 1969 г.)
- Петр Ильич Климук — Герой Советского Союза (17 января 1974 г.).
- Семен Моисеевич Кривошеин — Герой Советского Союза;
- Павел Васильевич Пронягин — участник партизанского движения;
- Николай Сергеевич Тимофеев — организатор боевых действий по освобождению Бреста от немецких захватчиков (27 июня 1974 г.)
- Александр Александрович Лучинский — Герой Советского Союза (12 марта 1975 г.).
- Василий Петрович Ласкович — участник партизанского движения;
- Василь Данилович Махнович — Герой Социалистического Труда (20 декабря 1978 г.)
- Юрий Михайлович Винник — Герой Советского Союза (27 июля 1984 г.)
- Андрей Митрофанович Кижеватов — Герой Советского Союза (посмертно);
- Варлам Михайлович Кублашвили — ветеран погранвойск (06.06.1985)
- Владимир Иванович Газдецкий — управляющий трестом № 8 г. Бреста, заслуженный строитель БССР (1996 г.);
- Николай Павлович Дегтярёв — участник Великой Отечественной войны (1996 г.)
- Владимир Петрович Самович — государственный деятель (22 января 1998 г.)
- Михаил Фадеевич Иофе — бизнесмен (2 октября 2002 г.)
- Юлия Викторовна Нестеренко — спортсменка (30 сентября 2004 г.).
- Евгений Степанович Парфянюк — священник Русской Православной Церкви (12 июля 2007 г.);
- Сергей Лаврентьевич Макаренко — спортсмен (2007 г.)
- Петр Петрович Прокопович — государственный деятель (27.07.2011)
- Анатолий Михайлович Воробьев — актёр белорусского театра (27 апреля 2012 г.)
- Александр Васильевич Савчич — предприниматель (25.06.2013)
- Пойта Петр Степанович — ректор БрДТУ (27 апреля 2014 г.);
- Семенова Светлана Николаевна — преподаватель (05.08.2014);
- Александр Сергеевич Полышенков — бизнесмен (23.09.2014)
- Лилия Григорьевна Батырова — музыкант (16.07.2015).
- Шелепень Константин Георгиевич — врач (30.06.2016)
- Николай Петрович Кузьмич — художник (2019)